# Slotmusic
Slotmusic är en variant av MicroSD minneskort med förladdade musikfiler i MP3-format. Filerna är inte DRM-skyddade. Formatet stöds av bland annat Universal Music Group, Sony BMG, Warner Music Group och EMI Music.
Formatet lanserades av Sandisk 2008, för att ersätta CD-skivorna. samt som ett led i kampen mot fildelningen.